# Van Assendelftshof
Van Assendelfthof (ook wel, Vijftienhuizenpoort, Hof van Bartholomeus van Assendelft) is een hofje in de Nederlandse stad Leiden. De ingang bevindt zich aan de Langegracht 49. Het hofje is gesticht in 1624 bij testament van houthandelaar Bartholomeus Willemszoon (Willemszn.) van Assendelft, de weduwnaar van Geertruyd Pieterdr. van der Werff. Er moesten 15 huizen gekocht of gebouwd worden met als doel om onderdak te bieden aan vijftien "arme onvermogende huysgezinnen, zoo wel mans als vrouwperszoonen". In 1681 voerde de erven het testament uit van Bartholomeus en kochten een poort met enkele huizen. De uiteindelijke bouw verliep moeizaam; in 1762 waren er maar 11 huizen gereed. De voorjaarsstorm van 1837 heeft veel verwoesting aangebracht in het hofje. Aan het einde van de 19e eeuw begonnen de huizen al te vervallen.
In 1948 werd het hofje beheerd namens de gemeente: “De stichting tot beheer en exploitatie van woningen te Leiden Regenten”. Het hofje werd bestuurd door twee regenten, buiten kerkelijk verband. Om in het hofje te kunnen wonen, moest men aan twee voorwaarden voldoen: minstens 50 jaar oud zijn en niet behoren tot de Rooms-Katholieke geloofsgemeenschap. In de jaren daarna werd een deel van het verloederde hofje gebruikt als flessenpakhuis door de firma Hartevelt. In 1966 benaderde firma Hartevelt het college B&W van Leiden, om Langegracht 49 en het hofje, van de lijst van beschermde monumenten af te laten halen. Met als doel om hun bedrijfsruimte uit te breiden. In 1968 moesten ook de laatste twee inwoners op leeftijd verhuizen. Echter werd Hartevelt overgenomen door Bols en is uit Leiden verhuisd.
In 1970? is het hofje gekocht door SLS Wonen voor ƒ 110.000 gulden. De restauratie kostte ƒ 1.461.980 gulden, waarvoor ƒ 963.960 gulden aan subsidie werd verstrekt. Een saillant detail is dat dit hofje (en anderen) gesloopt zouden worden, maar voor de sloop was niet genoeg geld beschikbaar. De restauratie vond plaats in 1973 en 1974 door architect Piet van der Sterre. De status van rijksmonument werd verleend in 1976.
Ruud Spruit beschrijft dat distilleerderij Hartevelt niet blij was met de aandacht die Ruud steeds op het vervallen hofje vestigde en "het lot van de twee overgebleven bewoonsters". Bij iedere storm vlogen de dakpannen los en braken takken van de bomen af. De bewoonsters vonden steun bij elkaar en door hardop verzen te lezen uit de bijbel. Als Ruud op bezoek kwam, moest hij langdurig kloppen en konden de bewoonsters door de geboorde gaten (in de poortdeur) naar buiten kijken.

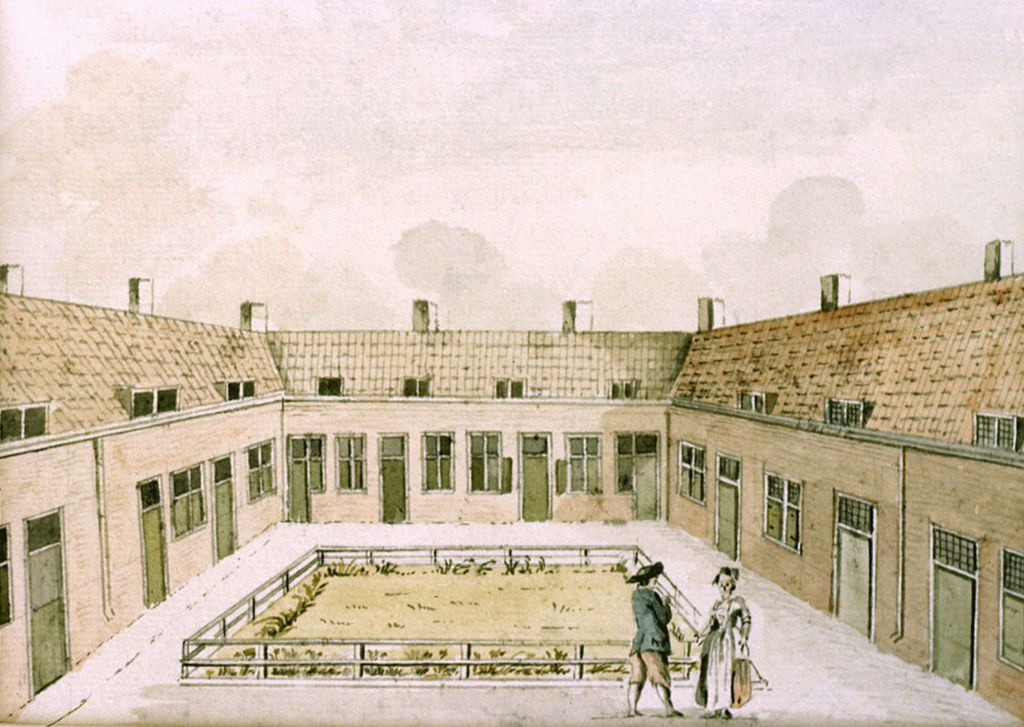
Van Assendelftshof in 1787

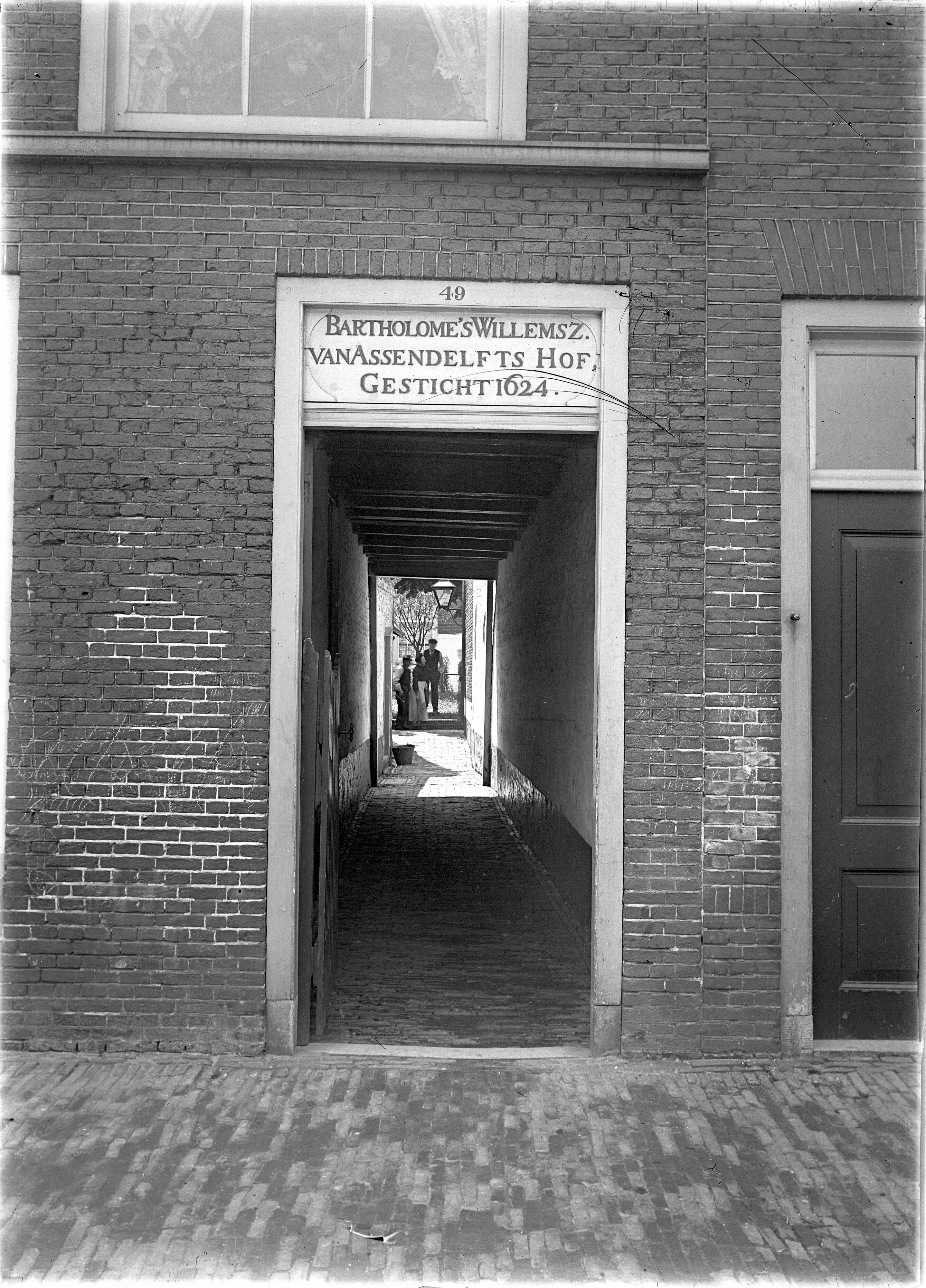
Toegangspoort Van Assendelftshof circa 1900

## Zie ook

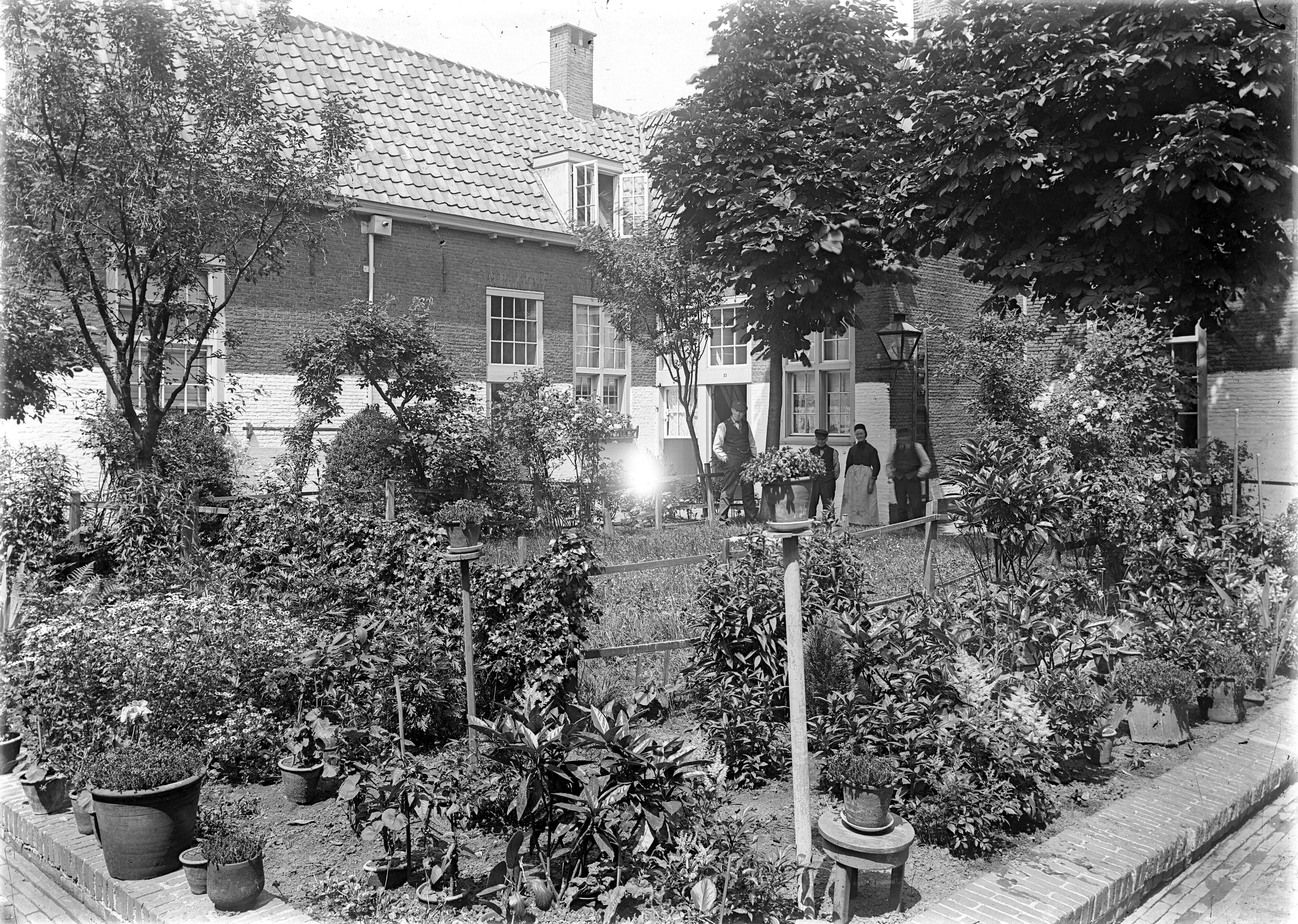
Binnentuin Van Assendelftshof circa 1900